# Ulotrichopus lucidus
Ulotrichopus lucidus là một loài bướm đêm trong họ Erebidae.